# Minahasajuveltrast
Minahasajuveltrast (Pitta forsteni) är en nyligen urskild fågelart i familjen juveltrastar inom ordningen tättingar.

## Utbredning och systematik
Arten förekommer enbart på norra Sulawesi i Indonesien. Tidigare behandlades den som underart till Pitta sordida, men urskiljs som egen art sedan 2023 av eBird/Clements och IOC.

## Status
IUCN erkänner den inte som egen art, varför dess hotstatus inte bestämts.